# Османський Крит
35°20′00″ пн. ш. 25°08′00″ сх. д. / 35.33333333° пн. ш. 25.13333333° сх. д.
Османський Крит — період панування османських султанів на території острова Крит. У 1646 році тут було створено еялет або пашалик Крит (осман. گریت). Протягом XVII ст. точилася боротьба за нього з Венеційською республікою. У 1820-х роках з початком Грецької революції та оголошення незалежності здійснено спроба повалити османську владу, проте невдало. У 1867 році в рамках адміністратично-територіальної реформи часів Танзимату перетворено на Критський вілаєт. У 1866—1869 та 1897—1898 роках спалахували повстання проти османської імперії. У 1898 році утворено автономну, залежну Критську державу.

## Історія

### Формування еялету
З початку XIII ст. Крит належав Венеційській республіці. Поступово піднесення османської держави з 2-ї половини XIV ст. зрештою призвів до захоплення у XV — напочатку XVI ст. років усіх островів в Егейському та Критському морі. Наявність володіння Венеції (давнішнього ворога) поблизу володінь імперії змусило султана Ібрагіма I розпочати війну.
23 червня 1645 року флот Юсуф-паши з 400 суден з десантом чисельністю 60 тис. вояків під командуванням Муси-паши і Мурат-агі увійшов в затоку Ханья. Спочатку були взяті фортеці на острові Фодоропуло. Згодом захоплено область Ханью. У 1646 році взято фортецю Ретімнону. В результаті цього значна частина Криту опинилася у владі османських військ. Того ж року було утворено еялет Крит. До 1648 року у венеційців залишилася лише Кандія. Облога останньої тривала до 16 вересня 1669 року, коли місто-фортецю було захоплено великим візиром Фазіл Ахмедом Кепрюлю.

### Об'єднання Криту
Відповідно до угоди 27 вересня 1669 року між Кепрюлю та венеційським комісаром Криту Франческо Морозіні увесь острів, окрім фортець Суда, Спіналонга та Грамвуса, перейшов під владу Османської імперії. Було впроваджено нову систему оподаткування, що заохочувала перехід в іслам. Столицю еялету переведено до Кандії, яку назвали турецькою Кандійє. Оскільки посади в адміністрації продавалися, посадові особи прагнули швидше збагатитися. Кожен новий паша, прибуваючи на острів, винаходив для населення нові здирництва. Водночас запроваджено тімарну систему.
У 1691 році піс час війни проти Священної ліги османські війська захопили фортецю Грамвусу. У 1692 році відбито напада венеційського флоту. У 1715 році після нової війни проти Австрії та Венеції вдалося захопити фортеці Суда та Спіналога. В результаті увесь Крит став османським. Кандія перетворилася на одну з важливіших фортець імперії — тут розташовувалася залога у 10,5 тис. вояків, переважно яничар.

### Повстання греків
Послаблення османської імперії у війнах з Австрією та Росією призвело до поступового відродження прагнень греків на здобуття незалежності. Під час російсько-турецької війни у 1770 році флот на чолі із Олексієм Орловим увійшов до Критського моря. Цим вирішив скористатися Яніс Влахос, що підняв повстання в скафьї, розраховуючи на підтримку росіян. Проте Орлов не надав допомогу, тому повстання швидко було придушено. У 1785 році відкрито російське консульство в Ханьї.
У 1821 році натхнені успіхом повстання на материковій Греції на Криті у місті Скафье повстали місцеві греки. Незважаючи на репресії та яничарські війська, що спрямували зі Стамбула, повстання охопила увесь острів. У 1822 році оголошено про створення Тимчасової держави Крит. Невзмозі придушити повстання султан Махмуд II звернувся по допомогу до Мухаммеда Алі, правителя Єгипту, передавши йому в керування Критський пашалик. Останній відправив з військом сина Ібрагім-пашу, який у 1824 році остаточно придушив повстання на Криті.
Втім у 1825 році спалахнуло нове повстання, що тривало до 1828 року. під час російсько-турецької війни 1828—1829 років флотна чолі із Логином Гейденом блокували острів, щоб не дозволити прибути єгипетським поповненням. За умовами Лондонського договору 1829 року Крит передано під управління Мухаммеда Алі.
У 1840 році після завершення чергової османо-єгипетскої війни Крит було повернуто під безпосереднє керування султана та підновлено еялет. Його намісником призначено мустафу-пашу, який обіймав цю посаду до 1852 року. Він приборкав свавілля чиновників і суддів, домігся економічного зростання. Мусульманське населення, здаючи християнам в оренду свої землі, переселяли в міста. У 1850 році адміністративний центр переведено до місто Ханья.
У 1856 році османські урядовці фактично відмовилися виконувати розпорядження султана (хатт-і-хумаюн), що видано по завершенню Кримської війни на вимогу Паризької мирної конференції. Цим документом права мусульман та християн в імперії зрівнювалися.
У 1866 році грецьке населення, невдаволене збільшенням податків, втручанням у права сільських громад, повстало проти османської адміністрації. В результаті доволі швидко воно охопило увесь острів. 2 вересня оголошено про об'єднання з Грецією. У відповідь султан відправив 35-тичне військо. 14 лютого 1867 року створено Тимчасовий уряд Криту. Бойові дії тривали протягом 1867 та 1868 років, в результаті чого турецькі війська не зуміли захопити східну частину острова. У 1867 році оголошено про утворено вілаєту Крит. У 1868 році прийнято Органічний статус Криту, яким започаткована часткова автономія та створена національна асамблея. Втім повстання тривало. Лише у грудні 1869 року повстання було придушено. Берлінський конгрес затвердив збереження Органічного статуту.
Повстання 1878, 1887 і 1895 років були швидко придушені османськими військами. У березні 1896 року, після того як султан Абдул-Гамід II зняв з посади губернатора-християнина (згідно англо-турецького пакту 1878 року цю посаду міг обіймати лише християнин) і розпустив національну асамблею, на острові спалахнуло нове повстання. У горах Криту був створений Повстанський комітет, який закликав у травні 1896 року населення острова до озброєної боротьбі за об'єднання з Грецією. На допомогу прибули флоти Російського, Німецької імперій, Франції та Великої Британії. У 1897 році проти османської імперії виступила Греція, але зазнала поразки. У 1898 році під тиском європейських країм султан надав Крит широку автономію, утворивши так звану Критську державу.

## Структура
У 1646—1669 роках Критський еялет складався з 3 санджаків: Ханья, Ретимно, Селіно. Існувало 2550 тімарів та 17 зеаметів.
З 1669 до 1867 як еялет та з 1867 до 1898 року як вілаєт Крит складався з 5 санджаків: Кандія, Ханья, Ретимно, Сфакья, Ласітіон.
У 1858 році у сільські місцині християнському населенню дозволено обирати демогеронтів (старійшин), що керували громадою.

## Національно-релігійний склад
За даними податкових органів, після остаточного захоплення острову у 1669 році населення суттєво зменшилася. Так, східну частину Криту населяло 65 тис. осіб, тоді як до 1645 року — 100 тис. Поступово відбувалася ісламізацію острова. також створювалися турецькі поселення. У 1821 році мусульмани складали 65 %, а християни — 45 %, а у 1881 році відповідно 76 та 24 відсотки.

## Економіка
Війни 2-ї половини XVII й початку XVIII ст. негативно позначилися на економічному становищі провінції. З середини XVIII ст. відбувається економічне зростання завдяки піднесенню в сільського господарства. Оливкова олія, що доправляється переважно до Франції, стала головною статтею критського експорту. З кінця 1780-х років сільськогосподарську продукцію стали поставляти до Російської імперії.
З часом Крит стає одним з найбільших виробників цукрової тростини, цитрусових, вина, пшениці, шовку та мила, перетворивши на одну з заможніших й відповідно важливіших провінцій Османської імперії. На рівнині вирощували озиму пшеницю. Втім події 1860-х років завдали значної економічної шкоди економіці, особливо оливковому виробництву. З 1890-х років також тут стали вирощували зернові культури, насамперед пшеницю та кукурудзу.